# برایان کورنل
برایان کورنل (انگلیسی: Brian Cornell) کارآفرین و مدیر ارشد اجرایی آمریکایی است، که در حال حاضر به‌عنوان مدیر عامل و رئیس هیئت مدیره شرکت تارگت فعالیت می‌نماید.